# Мидаидокоро
Мидаидокоро (御台所) је име (титула) коју носи званична жена шогуна. Током Едо периода боравила је и предводила Ооку (женски део Едо замка) и у одређеним ситуацијама доносила званичне политичке одлуке "иза сцене". Сам израз "мидаидокоро" користио се и у Кјоту за жене аристократа (додуше само у прватности дома) али се у 17. веку званично почео користити само за супруге шогуна.

## Назив
Даидокоро је јапанска реч за кухињу. Префикс "ми" се додаје из поштовања слична као и код префикса "о", с тим што би се са префикс "о" (о-даидокоро) на уважен начин рекла "кухиња" док би се са префиксон "ми" ипак имала у виду да се иза ње налази нека уважена особа. Само реч "мидаи" може да означава жену па су при ословљавању жену шогуна називали и "мидаи-сама" ("сама" је наставак који се додаје из великог поштовања).

## Листа познатих жена шогуна

### Хејан период
- Мијоши Такако (?-?), жена Саканоуеа но Тамурамароа (кћер Мијошија Кијоцугуа)
- Томое Гозен, супруга Минамото но Јошинакаеа (кћер Накахаре Канетоа)

### Камакура период
- Хоџо Масако, кћер Хоџо Токимасе, супруга Минамото но Јоритомоа и мајка Минамото но Јориеа и Минамото но Санетомоа.
- Вакаса но Цубоне (умрла 1203), кћер Хики Јошиказуа, супруга Минамото но Јориеа.
- Бомон Нобуко Nobuko (1193-1274), кћер Бомон Нобукијо и жена Минамото но Санетомоа.
- Минамото но Јошико / Таке но Гошо (1202-1234), ћерка другог шогуна Минамото но Јориеа.
- Хивадахиме (1230-1247), кћер Хоџо Токиуџија, супруга Куџо Јорицугуа.
- Коное Саико (рођена 1241), кћер Коное Канецунеа, супруга принца Мунетаке и мајка принца Корејасуа.
- Непозната кћер принца Корејасуа, жена принца Хисаакија и мајка принца Морикунија.

### Ашикага период
- Акахаши Тоши (1306-1365) супруга Ашикаге Такауџија и мајка Ашикаге Јошиакире.
- Шибукава Коши (1332-1392), кћер Шибукаве Јошисуеа и супруга Ашикаге Јошиакире.
- Хино Нарико (1351-1405), супруга Ашикаге Јошимицуа и ћерка Хино Токимицуа.
- Хино Еико (1390-1431), супруга Ашикаге Јошимочија, кћер Хино Мотојасуа и мајка Ашикаге Јошиказуа
- Хино Мотоко (умрла 1447), супруга Ашикаге Јошиказуа и кћер Хино Шигемицуа.
- Хино Томико, супруга Ашикаге Јошимасе, кћер Хино Шигемасе и мајка Ашикаге Јошихисуа.
- Непозната кћер Хино Кацумицуа, супруга Ашикаге Јошихисуа
- Сеијунин, кћер Хосокаве Шигејукија, супруга Ашикаге Јошитанеа
- Хино Акико, кћер Хино Нагајошија, супруга Ашикаге Јошизумија и мајка Ашикаге Јошихаруа
- Кеиџуин (1514-1565), кћер Коное Хисамичија, супруга Ашикаге Јошихаруа, мајка Ашикаге Јошитеруа
- Непозната кћер Коное Танеиеа, супруга Ашикаге Јошитеруа.

### Едо период
- Оејо, кћер Азаи Нагамасе, супруга Токугаве Хидетаде и мајка Токугаве Ијемицуа
- Такацукаса Такако (1622-1683) касније Хонри-ин, супруга Токугаве Ијемицуа и кћер Такацукасе Нобуфусе, баба Токугаве Ијенобуа, прабаба Токугаве Ијецугуа.
- Аса но Мија Акико (1640-1676) касније Такашо-ин, супруга Токугаве Ијецунеа и кћер Фушими но Мија Садакијо.
- Такацукаса Нобуко (1651-1709) касније Тенџоин, супруга Токугаве Цунајошија и кћер Такацукасе Норихире.
- Коное Хироко (1666-1741) касније Тенеи-ин, супруга Токугаве Ијенобуа и кћер Коное Мотохироа.
- Јасономија Јошико Наишино (1714-1758), супруга Токугаве Ијецугуа и кћер цара Реигена.
- Исо но Мија Томоко (1738-1771), супруга Токугавеа Ијехаруа.
- Шимазу но Шигехиме/ Тадакохиме (1773-1844) касније Кодаи-ин, супруга Токугаве Ијенарија и ћерка Шимазу Шигехите из области Сацума.
- Арисугава Такако (1795-1840) касније Џокан-ин, супруга Токугаве Ијејошија, кћер принца Арисугаве Орихитоа.
- Шимазу Ацухиме/Фуџивара но Сумико, касније Теншоин, жена Токугаве Ијесаде кћер Шимазу Тадатакеа (1806-1854), усвојена кћер Шимазу Наријакире а касније и Коное Тадахира.
- Казуномија, касније Сеиканин-но-мија, жена Токугаве Ијемочија и кћер цара Нинка.

Прва мидаидокоро (као господарица Оокуа) била је жена другог шогуна Токугаве Хидетаде, зато што је прва жена првог Токугава шогуна Ијејасуа умрла пре него што је он званично постао шогуна. Исто важи и за период владавине Токугаве Јошимунуа и Ијешигеа а током владавине последњег шојуна Токугаве Јошинобуа, његова жена није никад званично ушла у Ооку већ је боравила у Ниџо замку у Кјоту па су је због тога ословљавали другом титулом "Горенџу".